# Élections législatives serbes de 2008
Les élections législatives serbes de 2008 ont lieu le 11 mai 2008 afin de renouveler les 250 sièges de l'Assemblée de la Serbie.
Provoquées par la crise suscitée par la déclaration d'indépendance du Kosovo, elles se dérouleront à peine un an après les dernières élections législatives du pays. Ces élections pourraient être les plus tendues depuis celles de 2000, compte tenu du fait qu'elles mettent en concurrence deux blocs clairement définis, celui des partisans de l'Union européenne, conduit par le Parti démocratique du président Boris Tadić, et celui des conservateurs pro-serbes, conduit par le Parti radical serbe de Tomislav Nikolić.

## Contexte
Le gouvernement de Vojislav Koštunica, formé à l'issue des élections législatives de 2007, a connu plusieurs semaines de crise à la suite de la déclaration unilatérale d'indépendance du Kosovo le 17 février 2008. De fait, ce gouvernement, le second présidé par Koštunica, avait été constitué le 15 mai 2007, après trois mois de négociations difficiles, autour d'une coalition comptant 133 députés sur 250 et regroupant le Parti démocratique, le Parti démocratique du Sandžak, le Parti démocratique de Serbie, Nouvelle Serbie et le parti G17 Plus. La question kosovare provoqua des tensions au sein de la coalition. En effet, beaucoup de pays européens, dont la France, l'Allemagne et le Royaume-Uni, reconnaissaient l'indépendance de la province autonome serbe. Fin février, Vojislav Koštunica, membre du Parti démocratique de Serbie (DSS) proposa au Parti démocratique (DS), majoritaire dans la coalition gouvernementale, une modification du contrat de gouvernement, incluant une annexe spécifiant que la Serbie ne continuerait ses négociations avec l'UE si le Kosovo restait partie intégrante du territoire serbe. Dans ce contexte, Olli Rehn, commissaire européen à l'élargissement de l'Union européenne, proposa à la Serbie de poursuivre ses négociations avec l'Union. En réponse à Koštunica, le président Boris Tadić, chef du Parti démocratique, réaffirma que, de toute façon,  l'intégration de la Serbie dans l'UE ne pouvait être soumise à aucune condition, que le statut de la province du Kosovo était défini par la Constitution et que sa proposition signifiait une remise en question de la Constitution elle-même. Au sein de la coalition, l'écart s'accentuait au sein de la coalition gouvernementale entre le Parti démocratique et le parti G17 Plus, d'une part, et l'alliance dite « populiste » du Parti démocratique de Serbie et de Nouvelle Serbie.
Le 8 mars 2008, Koštunica tint une conférence de presse, dans laquelle il affirma : « Le gouvernement n’a pas de politique unie sur la question cruciale, celle Kosovo au sein de la Serbie. C’est la fin du gouvernement et nous devons rendre notre mandat au peuple » ; il ajoutait : « C’est pour cela que j’ai convoqué, pour lundi, une réunion du gouvernement, afin qu’il décide de dissoudre le Parlement et convoque des élections législatives pour le 11 mai ». La date du 11 mai était déjà celle des élections locales et des élections provinciales. Cette déclaration revenait à proclamer la démission du gouvernement,. À la suite de cette déclaration, tous les leaders du Parlement se prononcèrent en faveur d'élections législatives anticipées, à l'exception d'Ivica Dačić, membre du Parti socialiste de Serbie, qui en appela à la formation d'un gouvernement d'union nationale, et de Dragan Marković Palma, membre du parti Serbie unie. Quelques heures plus tard, le président Tadić confirma qu'il dissoudrait le Parlement ; il précisa alors qu'il n'y avait pas de différends sur la question du Kosovo, mais seulement sur celle de l'intégration européenne. La dissolution fut prononcée le 13 mars 2008. Le 12 avril 2008, dans une entrevue accordée au journal Press, Vojislav Koštunica affirmait : « Pour moi, le Kosovo est au-delà de la politique. (...) Pour moi, la question du Kosovo est la question de savoir si nous sommes un pays et si nous nous respectons en tant que peuple ou si nous sommes un pays de marionnettes prêt à marchander ses intérêts vitaux ».

## Listes

Logo de campagne de la liste Pour une Serbie européenne

Logo de campagne du Parti socialiste de Serbie

Les listes officiellement inscrites sont les suivantes :
1. Pour une Serbie européenne – Boris Tadić (За европску Србију - Борис Тадић) (Parti démocratique, G17 Plus, Parti démocratique du Sandžak, Mouvement serbe du renouveau)[9]
2. Parti libéral-démocrate – Čedomir Jovanović (Либерално демократска партија – Чедомир Јовановић)[10]
3. Parti démocratique de Serbie – Nouvelle Serbie – Vojislav Koštunica (Демократска странка Србије – Нова Србија – Војислав Коштуница)[11]
4. Parti radical serbe – Dr Vojislav Šešelj (Српска Радикална Странка - Др Војислав Шешељ)[12]
5. Parti socialiste de Serbie (SPS), – Parti des retraités unis de Serbie (PUPS) – Serbie unie (JS) (Социјалистичка партија Србије (СПС), - Партија уједињних пензионера Србије (ПУПС) - Јединствена Србија (ЈС))[13]
6. Liste bosniaque pour un Sandžak européen - Sulejman Ugljanin (Бошњачка листа за европски Санџак - др Сулејман Угљанин) M[14]
7. Coalition hongroise – István Pásztor (Мађарска коалиција – Иштван Пастор)M[15]
8. Parti réformiste - Aleksandar Višnjić (Реформистичка странка - др Александар Вишњић[16]
9. Liste « Da se selo pita » (« Pour que le village décide ») - Parti national paysan - Marijan Rističević (ДА СЕ СЕЛО ПИТА - Народна сељчка странка - Маријан Ристичевић)[17]
10. Mouvement Force de la Serbie – Bogoljub Karić (Покрет снага Србије – Богољуб Карић)[18]
11. Initiative civique de Gora – GIG (Грађанска иницијатива Горанаца – ГИГ)M[19]
12. Valaques unis de Serbie – Predrag Balašević (Уједињени Власи Србије – др Предраг Балашевић)M[20]
13. Parti de Voïvodine - Igor Kurjački (Војвођанска партија – мр Игор Курјачки)[21]
14. Roms pour les Roms - Miloš Paunković (Роми за Рома – Милош Паунковић)M[22]
15. Parti monténégrin – Nenad Stevović (Црногорска партија – Ненад Стевовић)M[23]
16. Union rom de Serbie - Rajko Đurić (Унија Рома Србије - др Рајко Ђурић)M[24]
17. Coalition albanaise de la vallée de Preševo (Коалиција Албанаца Прешевске долине)M[25]
18. Union des Bunjevci de la Bačka - Mirko Bajić (Савез бачких Буњеваца - Мирко Бајић)M[26]
19. Mouvement Ma Serbie - Branislav Lečić (Покрет Моја Србија - Бранислав Лечић)[27]
20. Mouvement national pour la Serbie - Milan Paroški (Народни покрет за Србију - Милан Парошки)[28]
21. Parti patriotique de la diaspora - Zoran Milinković (Патриотска странка дијаспоре - Зоран Милинковић)[29]
22. Parti rom - Srđan Šajn (Ромска партија - Срђан Шајн)M[30]

M Liste d'une minorité nationale

## Commentaires
Le président Boris Tadić a rassemblé autour du Parti démocratique et du parti G17 Plus une coalition pro-européenne qui porte le nom de Pour une Serbie européenne - Boris Tadić ; son chef est Dragoljub Mićunović. Sur les 250 candidats proposés par la liste, 166 sont membres du Parti démocratique et 60 membres du G17+, dont 1 siège prévu pour la Liste serbe pour le Kosovo-Metohija d'Oliver Ivanović et un autre pour le Mouvement démocratique serbe du renouveau, codirigé par Veroljub Stevanović, le maire de Kragujevac. La liste comporte également huit membres du Parti démocratique du Sandžak, du Mouvement serbe du renouveau et de la Ligue des sociaux-démocrates de Voïvodine. 23 sièges sont garantis pour le G17+ (dont 1 pour le SDPO et 1 pour le SLKM), 4 sièges et un ministère dans le futur gouvernement pour le SDP et le SPO et trois sièges pour la LSV. La liste porte le nom de Pour une Serbie européenne - Boris Tadić et son chef est Dragoljub Mićunović.
Une coalition, parfois appelée « populiste » ou « populaire » (en serbe : narodnjaka et народњака),, est dirigée par l'ancien président du Gouvernement, Vojislav Koštunica. Elle est formée du Parti démocratique de Serbie (DSS) et du parti Nouvelle Serbie (NS). Après les élections, 70 % des sièges doivent revenir au DSS et 30 % à Nouvelle Serbie. Un siège est prévu pour Vojislav Mihailović, qui codirige le Mouvement démocratique serbe du renouveau.
Le Parti radical serbe affrontera seul les élections. En revanche, le journal serbe Politika, dans son édition du 22 avril 2008, affirmait que des négociations étaient en cours entre le Parti radical et le Parti démocratique de Serbie et que « la formation d’une coalition entre le DSS de Koštunica et le Parti radical de Šešelj et Nikolić demeur[ait] l’option la plus probable après les élections du 11 mai »,.
Le Parti socialiste de Serbie (SPS), héritier du Parti communiste de Yougoslavie, et le Parti des retraités unis de Serbie (PUPS) ont renforcé leurs liens en formant une coalition. Serbie unie (JS) et le Mouvement des vétérans de Serbie participeront à l'alliance. 151 candidats appartiennent au SPS (dont 1 membre appartient au Mouvement des vétérans), 69 au PUPS et 30 au JS. L'ancien candidat à l'élection présidentielle de 2008, Milutin Mrkonjić, est à la tête de la coalition et est candidat à la fonction de premier ministre.
Le Parti libéral-démocrate (LDP), l'Union sociale-démocrate et le Parti démocrate-chrétien de Serbie ont formé une coalition pré-électorale. La liste porte le nom de LDP – Čedomir Jovanović (ЛДП – Чедомир Јовановић). Čedomir Jovanović, dit « Ceda », candidat à l'élection présidentielle de 2008, est candidat au poste de premier ministre. Parmi les candidats à cette élection, il fut le seul à se prononcer en faveur de l'indépendance du Kosovo.
Le Parti de Voïvodine, d'Igor Kurjački, a présenté 147 candidats. Au premier tour de l'élection présidentielle serbe de 2008, le Parti de Voïvodine avait soutenu Čedomir Jovanović, candidat du Parti libéral démocrate. Au second tour, il avait soutenu le président de la République sortant, Boris Tadić. La liste était conduite par Zoran Trifunac.
Le mouvement de Branislav Lečić, « Ma Serbie » a présenté 139 candidats et le Mouvement national pour la Serbie de Milan Paroški 117 candidats.
Le Parti patriotique de la diaspora, dirigé par Zoran Milinković, avec 44 candidats, a également participé aux élections législatives de 2008 ; il a comme but d'améliorer la représentation de la diaspora serbe dans le pays.

### Minorités
La Coalition hongroise, conduite par István Pásztor et formée de l'Alliance des Magyars de Voïvodine, de l'Union démocratique des Hongrois de Voïvodine et du Parti démocratique des Hongrois de Voïvodine, après son succès à l'élection présidentielle de 2008, pourrait présenter des candidats aux élections législatives, dans le but de renforcer la représentation de la minorité hongroise de la province autonome de Voïvodine.
Les Bunjevci de Voïvodine étaient représentés par l'Union des Bunjevci de la Bačka de Mirko Bajić ; cette alliance a présenté 7 candidats.
Trois listes représentaient les intérêts politiques des Roms de Serbie. Une coalition portant le nom de Roms pour les Roms a été constituée autour de Miloš Paunković. Elle a présenté 72 candidats. L'Union rom de Serbie de Rajko Đurić a présenté 200 candidats. Le Parti rom de Srđan Šajn a également présenté 42 candidats.
L'Initiative civique de Gora, représentant les Gorans du pays, a elle aussi présenté des candidats. La liste est dirigée par Orghan Dragaš.
Le Parti démocratique du Sandžak a rassemblé une Liste bosniaque pour un Sandžak européen – Sulejman Ugljanin (Бошњачка листа за европски Санџак - др Сулејман Угљанин).
Une coalition des Valaques unis de Serbie a été créée à l'occasion de ces élections ; dirigée par Predrag Balašević, elle rassemble le Parti démocratique valaque de Serbie et le parti des Valaques de la Serbie démocratique, présidé par Siniša Davidović ; c'était la première fois que les Valaques de Serbie participaient à une élection nationale.
Le Parti monténégrin, créé à l'occasion de ces élections législatives de 2008, a recueilli les 10 000 signatures nécessaires afin de pouvoir présenter des candidats ; ce parti est le premier parti à représenter la minorité monténégrine en Serbie. Il a présenté 85 candidats.
Sur proposition du Parti radical serbe, la Cour constitutionnelle de la république de Serbie a modifié les règles électorales concernant les minorités ; les listes qui les représentent doivent désormais, comme les autres listes, recueillir 10 000 signatures, contre seulement 3 000 auparavant. Cette décision a soulevé une vague de protestation au sein des minorités rom et albanaise du pays ; elles considèrent la disparition de cette discrimination positive comme scandaleuse, d'autant plus que leurs listes pourraient ne pas recueillir à temps le nombre de signatures requis. Le Parti démocratique des Albanais, dirigé par Ragmi Mustafa, le maire de Preševo, a annoncé qu'il ne participerait pas aux élections ; le Parti national des Albanais (NPA), dirigé par Orhan Rexhepi, a pris la même décision ; en revanche, le Parti d'action démocratique de Riza Halimi, qui est le parti le plus influent auprès des minorités albanaises de la vallée de Preševo et qui dispose d'un siège au Parlement de Serbie, a annoncé sa décision de participer aux élections en s'alliant à l'Union démocratique de la vallée de Preševo. De fait, la Coalition albanaise de la vallée de Preševo, conduite par Riza Halimi, a présenté 9 candidats.

## Sondages
- Un sondage réalisé par TSN Medium Gallup et publié le 21 mars 2008, donnait les résultats suivants[40] :

1. Parti démocratique-G17 Plus : 39,9 %, 105 sièges
2. Parti radical serbe : 37,1 %, 95 sièges
3. Parti démocratique de Serbie-Nouvelle Serbie : 10,4 %, 26 sièges
4. Parti socialiste de Serbie : 5,4 %, 14 sièges
5. Minorités : 10 sièges
6. Parti libéral-démocrate : 3,1 %, 0 siège

- Un sondage réalisé par le CeSID (le « Centre pour les élections libres et la démocratie ») entre le 14 et le 20 avril et publié le 24 avril 2008 donnait les résultats suivants[41] :

1. Parti radical serbe (SRS) : 1 480 000 voix, 88 sièges
2. Parti démocratique (DS) : 1 370 000 voix, 85 sièges
3. Parti démocratique de Serbie (DSS)-Nouvelle Serbie(NS) : 510 000 voix, 30 sièges
4. Parti libéral démocrate (LDP) : 333 000 voix, 20 sièges
5. Parti socialiste de Serbie (SPS) : 290 000 voix, 17 sièges
6. Minorités : 150 000 voix - 10 sièges
7. Autres : 110 000 voix.

La répartition des sièges n'était pas une information du CeSID mais une interprétation des résultats du sondage par les médias.

## Résultats
| Partis & coalitions                                                                                        | Partis & coalitions | Voix      | %      | Sièges | +/- |
| --- | --- | --------- | ------ | ------ | --- |
| | Pour une Serbie européenne – Boris Tadić (За европску Србију - Борис Тадић) | 1 590 200 | 38,40  | 102    | +16 |
| | Parti radical serbe – Dr Vojislav Šešelj (Српска Радикална Странка - Др Војислав Шешељ) | 1 219 436 | 29,45  | 78     | -3  |
| | Parti démocratique de Serbie – Nouvelle Serbie – Vojislav Koštunica (Демократска странка Србије – Нова Србија – Војислав Коштуница)                                                                            | 480 987   | 11,61  | 30     | -13 |
| | Parti socialiste de Serbie (SPS), – Parti des retraités unis de Serbie (PUPS) – Serbie unie (JS) (Социјалистичка партија Србије (СПС), - Партија уједињних пензионера Србије (ПУПС) - Јединствена Србија (ЈС)) | 313 896   | 7,58   | 20     | +6  |
| | Parti libéral-démocrate – Čedomir Jovanović (Либерално демократска партија – Чедомир Јовановић) | 216 902   | 5,24   | 13     | +6  |
| | Coalition hongroise – István Pásztor (Мађарска коалиција – Иштван Пастор) | 74 874    | 1,81   | 4      | +1  |
| | Liste bosniaque pour un Sandžak européen - Sulejman Ugljanin (Бошњачка листа за европски Санџак - др Сулејман Угљанин)                                                                                         | 38 148    | 0,92   | 2      | =   |
| | Coalition albanaise de la vallée de Preševo (Коалиција Албанаца Прешевске долине) | 16 801    | 0,41   | 1      | =   |
| Moins de 5% ou non representant d'une minorité ethnique                                                    | |           |        |        |     |
| | Mouvement Force de la Serbie – Bogoljub Karić (Покрет снага Србије – Богољуб Карић) | 22 250    | 0,54   | 0      | =   |
| | Liste « Da se selo pita » (« Pour que le village décide ») - Parti national paysan - Marijan Rističević (ДА СЕ СЕЛО ПИТА - Народна сељчка странка - Маријан Ристичевић)                                        | 12 001    | 0,29   | 0      | =   |
| | Parti réformiste - Aleksandar Višnjić (Реформистичка странка - др Александар Вишњић | 10 563    | 0,26   | 0      | =   |
| | Parti rom - Srđan Šajn (Ромска партија - Срђан Шајн) | 9 103     | 0,22   | 0      | -1  |
| | Mouvement Ma Serbie - Branislav Lečić (Покрет Моја Србија - Бранислав Лечић) | 8 879     | 0,21   | 0      | =   |
| | Valaques unis de Serbie – Predrag Balašević (Уједињени Власи Србије – др Предраг Балашевић) | 6 956     | 0,17   | 0      | =   |
| | Initiative civique de Gora – GIG (Грађанска иницијатива Горанаца – ГИГ) | 5 453     | 0,13   | 0      | =   |
| | Roms pour les Roms - Miloš Paunković (Роми за Рома – Милош Паунковић) | 5 115     | 0,12   | 0      | =   |
| | Union rom de Serbie - Rajko Đurić (Унија Рома Србије - др Рајко Ђурић) | 4 732     | 0,11   | 0      | -1  |
| | Parti de Voïvodine - Igor Kurjački (Војвођанска партија – мр Игор Курјачки) | 4 208     | 0,10   | 0      | =   |
| | Mouvement national pour la Serbie - Milan Paroški (Народни покрет за Србију - Милан Парошки) | 3 795     | 0,09   | 0      | =   |
| | Parti monténégrin – Nenad Stevović (Црногорска партија – Ненад Стевовић) | 2 923     | 0,07   | 0      | =   |
| | Union des Bunjevci de la Bačka - Mirko Bajić (Савез бачких Бyњеваца - Мирко Бајић) | 2 023     | 0,05   | 0      | =   |
| | Parti patriotique de la diaspora - Zoran Milinković (Патриотска странка дијаспоре - Зоран Милинковић) | 1 991     | 0,05   | 0      | =   |
| Total | Total |           |        | 250    | =   |
| Inscrits                                                                                                   | Inscrits | 6 749 688 |        |        |     |
| Votants (61,35%)                                                                                           | Votants (61,35%) | 4 139 384 | 100,00 |        |     |
| Votes invalides                                                                                            | Votes invalides | 88 148    |        |        |     |
| Source: (sr) Site officiel de la Commission électorale de la République de Serbie, consulté le 30 mai 2008 | |           |        |        |     |

## Spéculations sur le nouveau gouvernement
Aucune liste n'ayant un nombre de députés suffisant pour former le nouveau gouvernement, des alliances seront nécessaires. Dans son édition du 12 mai 2008, le journal serbe de référence, Politika, envisage quatre combinaisons possibles :
- Liste Tadić + Parti socialiste de Serbie + Partis des minorités : 130 sièges
- Liste Tadić + Parti socialiste de Serbie + Parti libéral-démocrate : 136 sièges
- Liste Tadić + Parti démocratique de Serbie : 133 sièges
- Parti radical serbe + Parti démocratique de Serbie + Parti socialiste de Serbie : 128 sièges.